# 금석문·문예 아카데미
금석문·문예 아카데미({{llang|fr|Académie des inscriptions et belles-lettres|아카데미 데 쟁스크립시옹 세 벨레트르)는 프랑스에서 1663년 콜베르가 소 아카데미(프랑스어: La Petite Académie 라 프티 타카데미[*])라는 이름으로 창설하였다. 1816년부터 현재의 명칭으로 불리게 되었다.
금석문·문예 아카데미는 처음에는 루이 14세의 위상을 돋보일 건축물과 메달에 적힌 금석문과 표어를 창작하다가, 이후 역사와 고고학 관련 단체가 되었다. 1795년부터 프랑스 학술원으로 통합되어, 본 임무를 추구하고 있다.